# Alépé (departement)
Alépé är ett departement i Elfenbenskusten. Det ligger i regionen La Mé, i den sydöstra delen av landet, 220 km sydost om huvudstaden Yamoussoukro.